# Minford (Ohio)
Minford es un lugar designado por el censo ubicado en el condado de Scioto en el estado estadounidense de Ohio. En el Censo de 2010 tenía una población de 693 habitantes y una densidad poblacional de 153,07 personas por km².

## Geografía
Minford se encuentra ubicado en las coordenadas 38°51′41″N 82°50′56″O / 38.86139, -82.84889. Según la Oficina del Censo de los Estados Unidos, Minford tiene una superficie total de 4.53 km², de la cual 4.51 km² corresponden a tierra firme y (0.29%) 0.01 km² es agua.

## Demografía
Según el censo de 2010, había 693 personas residiendo en Minford. La densidad de población era de 153,07 hab./km². De los 693 habitantes, Minford estaba compuesto por el 97.26% blancos, el 0% eran afroamericanos, el 0.43% eran amerindios, el 0.14% eran asiáticos, el 0% eran isleños del Pacífico, el 0.29% eran de otras razas y el 1.88% pertenecían a dos o más razas. Del total de la población el 0.87% eran hispanos o latinos de cualquier raza.